# Alpa Gun
Alpa Gun (* 4. Juli 1980 in West-Berlin; bürgerlich Coskun Kaan Alper Sendilmen) ist ein deutscher Rapper und Schauspieler aus Berlin-Schöneberg. Sein Künstlername setzt sich aus der Abkürzung seines Vornamens Alpa und Gun (engl. Schusswaffe) zusammen.

## Leben
Alpa Gun wuchs in einem türkeistämmigen Elternhaus in Berlin-Schöneberg auf. Seine Familie stammt aus der türkischen Provinz Gaziantep. Alpa Gun schloss sich zu Anfangszeiten seiner Rap-Karriere mit mehreren Freunden zur Rap-Crew AK (Außer Kontrolle) zusammen. Sie alle stammen aus der Schöneberger Steinmetzstraße, was auch der Grund für die häufige Erwähnung selbiger ist. Als der Rapper Sido durch erste Eindrücke auf ihn aufmerksam wurde, kam es zum gemeinsamen ersten Plattenvertrag für die Mitglieder von AK. Nachdem Meinungsverschiedenheiten zwischen Alpa Gun und anderen AK-Mitgliedern auftraten, löste sich AK auf. In direkter Folge wurde die geplante Veröffentlichung des Die Sekte-Samplers vorerst eingestellt.
Nach der Trennung von AK wurde Alpa Gun im Jahr 2005 Mitglied bei der Rap-Gruppierung Die Sekte. Seitdem trat er häufig mit Künstlern des Labels Aggro Berlin in der Öffentlichkeit auf, insbesondere mit Sido. Auf dem Label-Sampler Aggro Ansage Nr. 5 kam es zu einem eigenen Solotrack namens Alpa für Westberlin.
Als Mitglied der Sekte wurde Alpa Gun beim Crew-eigenen Independent-Label Sektenmuzik unter Vertrag genommen. Am 1. Mai 2007 präsentierte der MTV-VJ Patrice Alpa Guns erstes Video Ausländer in der Show MTV Urban. Der Clip schaffte es in den TRL Most Wanted-Charts direkt auf Platz 5 und konnte in den Urban TRL-Charts Platz 2 erreichen. Die Single zu dem Lied wurde am 25. Mai über Sektenmuzik veröffentlicht. Am selben Tag erschien auch das Debütalbum des Rappers. Es trägt den Titel Geladen und entsichert.
Am 2. Mai 2008 wurde die EP Aufstand auf den billigen Plätzen veröffentlicht. Dazu entstand ein Video zur digitalen Single Mein Weg. Im Juli 2010 erschien das zweite Soloalbum Almanci, welches Platz 73 der deutschen Albumcharts erreichte.
Anfang 2011 erreichte Alpa Gun als erster Rapper die Auszeichnung Halt die Fresse Gold, welche bei drei Millionen Aufrufen eines Musikvideos im Rahmen der Webserie Halt die Fresse vergeben wird. Zudem hatte er in dem Ende 2011 erschienenen Film Blutzbrüdaz eine Rolle als türkischer Freund der Hauptrollen.
Im Laufe des Jahres 2011 distanzierte sich Alpa Gun immer weiter von Sido und beschrieb immer öfter seine Differenzen zu ihm in Interviews. Auf seinem Album Ehrensache erwähnt er ebenfalls seine gestörte Freundschaft in einigen Tracks. Dieses Album erschien bereits über das Label Major Movez, nachdem Alpa Gun Sektenmuzik 2011 verlassen hatte.
Im April 2013 ist sein viertes Studioalbum Alles kommt zurück erschienen, das auf Platz 5 in die deutschen Albumcharts einstieg.
In der im April 2013 erstausgestrahlten Folge Tanatas Teeschale aus der Reihe Verbrechen spielte er eine Hauptrolle.
Mit seinem Album Geboren um zu sterben erreichte er 2014 den 7. Platz der deutschen Charts. Im Oktober 2015 folgte das Album Ehrensache 2. Ehrensache 2 erreichte den 30. Platz der deutschen Charts.
Am 10. November 2017 erschien sein achtes Album Alpacino.

## Diskografie
Alben
- 2007: Geladen und entsichert
- 2010: Almanci
- 2012: Ehrensache
- 2013: Alles kommt zurück
- 2014: Geboren um zu sterben
- 2015: Ehrensache 2
- 2016: Zurück zur Straße
- 2017: Alpacino
- 2018: Ehrensache Reloaded

Kollaborationen
- 2009: Die Sekte (mit Die Sekte)

Mixtapes
- 2017: Walther-P

EPs
- 2008: Aufstand auf den billigen Plätzen

Singles
- 2007: Ausländer
- 2007: Verbotene Liebe (feat. Muhabbet)
- 2008: Mein Weg
- 2010: Meine Bestimmung
- 2012: Meister aller Klassen
- 2012: Bevor ich geh (feat. Moe Mitchell)
- 2017: Vermächtnis
- 2017: Original
- 2020: Geschichten (feat. Daniele Terranova)
- 2020: Celia (feat. Daniele Terranova)
- 2020: Ausländer 2020 (mit Mert)
- 2020: Letzte Träne
- 2020: Schuesse fallen
- 2023: Copyright (Anonym feat. Alpa Gun & Samra; #1 der deutschen Single-Trend-Charts am 7. Juli 2023[24])

Sampler
- 2007: Sampler 1 (Labelsampler mit Sektenmuzik)
- 2008: Sampler 2 (Labelsampler mit Sektenmuzik, indiziert)
- 2009: Sampler 3 (Labelsampler mit Sektenmuzik, indiziert)
- 2009: Die Sekte (Album mit B-Tight, Bendt, Fuhrman, MOK, Sido und Tony D als Die Sekte)

Juice-Exclusives
- 2007: Anam Için (Für Mama) (Juice Exclusive! auf Juice-CD #75)

Freetracks
- 2006: Mein Ziel
- 2006: Ich bin am Zug (Titel gegen Shok Muzik)
- 2008: Nicht wie ihr
- 2008: Frohe Weihnachten (feat. Sido) (Titel gegen Bushido)
- 2009: Myspace Exclusive (feat. Big Baba)
- 2009: Punisher
- 2010: Die Stimme der Straße
- 2010: Die Kohle (feat. Harris)
- 2010: Halt die Fresse 3 Allstars (mit Harris, Said, Manuellsen, Haftbefehl, Silla, Animus, Automatikk, Sinan-G, Massiv, Illy Idol, CosCash und CroniK)
- 2010: Faust hoch (feat. Menowin Fröhlich)

## Filmografie
- 2011: Blutzbrüdaz
- 2013: Verbrechen nach Ferdinand von Schirach (Fernsehserie, Folge 1x02 Tanatas Teeschale)
- 2015: Die Kanzlei (Fernsehserien, Folge Stolz und Vorurteil & Neustart)
- 2016: Großstadtrevier (Fernsehserie, Folge Jetzt oder nie)
- 2016: Magda macht das schon! (Fernsehserie, Folge 1x02 Tapetenwechsel)
- 2016: Im Knast (Fernsehserie, Folge 6x05 Und Action!)